# 玉龍雪山

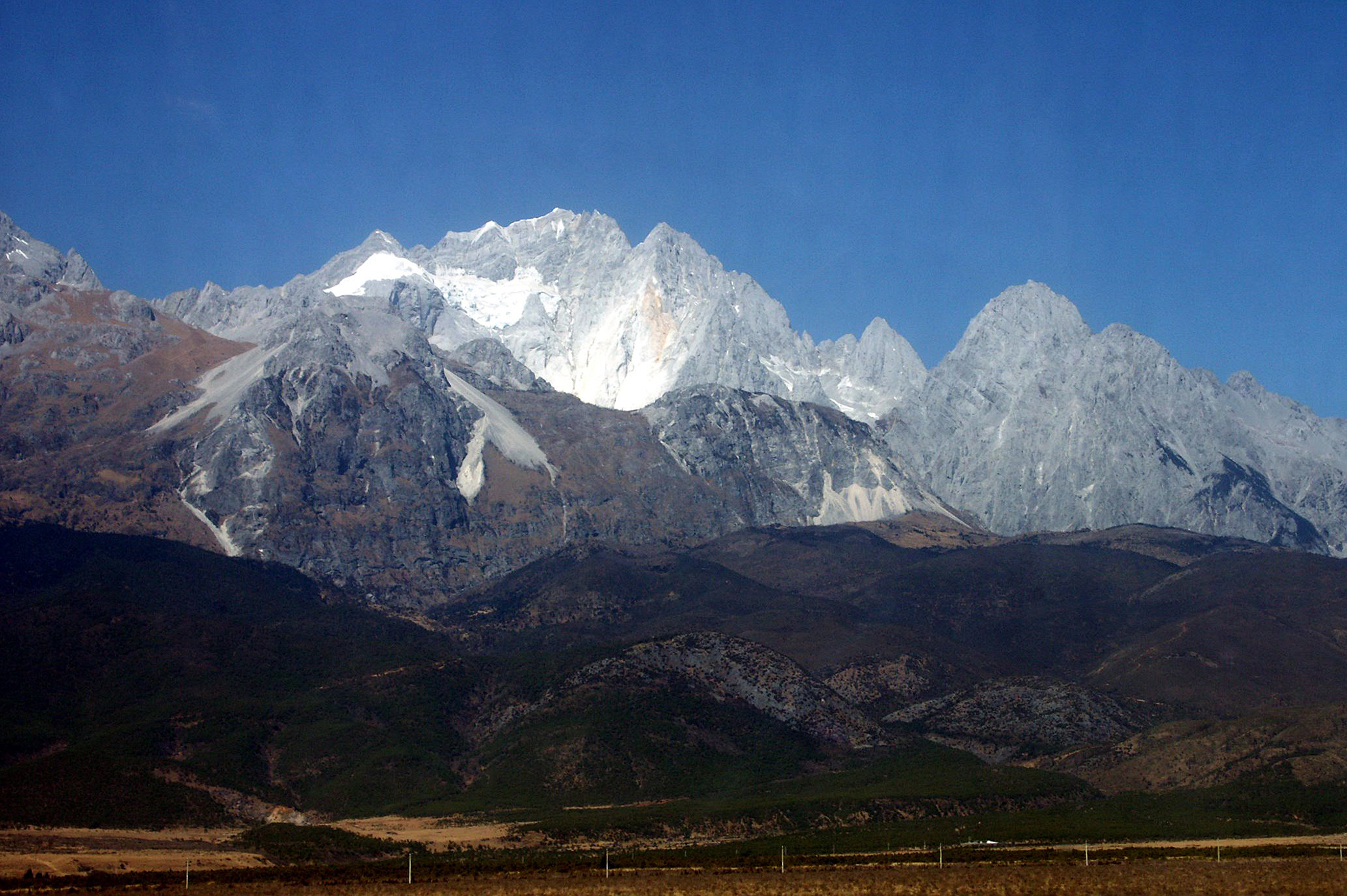
玉龍雪山

玉龍雪山（ぎょくりょうせつざん、簡体字: 玉龙雪山、拼音: Yùlóngxuě Shān、Jade Dragon Snow Mountain）は中華人民共和国の雲南省麗江市玉龍納西族自治県にある山。玉龍山とも呼ばれる。

## 概要
玉龍雪山は横断山脈のうち沙魯里山脈の南部を占める。付近一帯は中華人民共和国国家重点風景名勝区の「麗江玉龍雪山風景名勝区」（1988年認定、玉龍雪山以外に虎跳峡、瀘沽湖、麗江古城の3つの区域を含む）として世界遺産に、同時に麗江市玉龍雪山景区として中国最高レベル（5A級）の国定公園に指定されている。北半球で最も南に位置する氷河がある。
麗江市街地の北15kmほどのところにあり、南北約35km、東西約13kmの公園区域内に、13の峰がある。最高峰は扇子陡（せんすとう、Shanzidou）で、その山頂は標高5596mである。1987年に、アメリカ隊が初登頂した。
麗江一帯に住むナシ族の宗教であるトンパ教の聖地である。ふもとの金沙江本流には、虎跳峡と呼ばれる深い峡谷がある。
観光地としての整備も進んできており、麗江古城地区の北から7路のバスで雪山ロープウェイ乗り場まで行けば、扇子陡のすぐ下の4506m地点までのロープウェイに乗れる。ロープウェイの運行は天候に左右されやすく、一日4000人限定のため、注意を要する。